# Аппер-Пакстон Тауншип (округ Дофін, Пенсільванія)
Аппер-Пакстон Тауншип (англ. Upper Paxton Township) — селище (англ. township) в США, в окрузі Дофін штату Пенсільванія. Населення — 4010 осіб (2020).

## Демографія
Згідно з переписом 2010 року, у селищі мешкала 4161 особа в 1607 домогосподарствах у складі 1183 родин. Було 1713 помешкання
Расовий склад населення:
| - 98,3 % — білих - 0,6 % — чорних або афроамериканців - 0,3 % — азіатів |

До двох чи більше рас належало 0,6 %. Частка іспаномовних становила 0,7 % від усіх жителів.
За віковим діапазоном населення розподілялося таким чином: 21,0 % — особи молодші 18 років, 58,9 % — особи у віці 18—64 років, 20,1 % — особи у віці 65 років та старші. Медіана віку мешканця становила 45,7 року. На 100 осіб жіночої статі у селищі припадало 94,9 чоловіків;  на 100 жінок у віці від 18 років та старших — 93,8 чоловіків також старших 18 років.
Середній дохід на одне домашнє господарство  становив 67 981 долар США (медіана — 57 685), а середній дохід на одну сім'ю — 79 730 доларів (медіана — 70 774). Медіана доходів становила 45 526 доларів для чоловіків та 38 415 доларів для жінок. За межею бідності перебувало 6,8 % осіб, у тому числі 5,5 % дітей у віці до 18 років та 5,6 % осіб у віці 65 років та старших.
Цивільне працевлаштоване населення становило 2066 осіб. Основні галузі зайнятості: освіта, охорона здоров'я та соціальна допомога — 18,4 %, виробництво — 17,8 %, роздрібна торгівля — 13,1 %, публічна адміністрація — 8,6 %.